# Iaco Rigo
Iaco Rigo (* 1968 in Bruneck) ist ein ladinischer Schriftsteller, Cantautore und Journalist.

## Biographie
Rigo wuchs in Enneberg auf, wo er nach der staatlichen Abschlussprüfung von 1990 bis 1995 als Verwaltungsbeamter arbeitete. 1995 begann er sein Engagement bei der Wochenzeitschrift La Usc di Ladins, die er seit 1999 als Chefredakteur leitet.
Rigo begann bereits in den 1980er Jahren, literarische Texte auf Ladinisch zu publizieren. Als Verfasser diverser Romane, Erzählungen, Gedichte und Theaterstücke gilt er als einer der bekanntesten ladinischen Schriftsteller. Seit den 1990er Jahren veröffentlicht er zudem eigene Musik.